# Lea

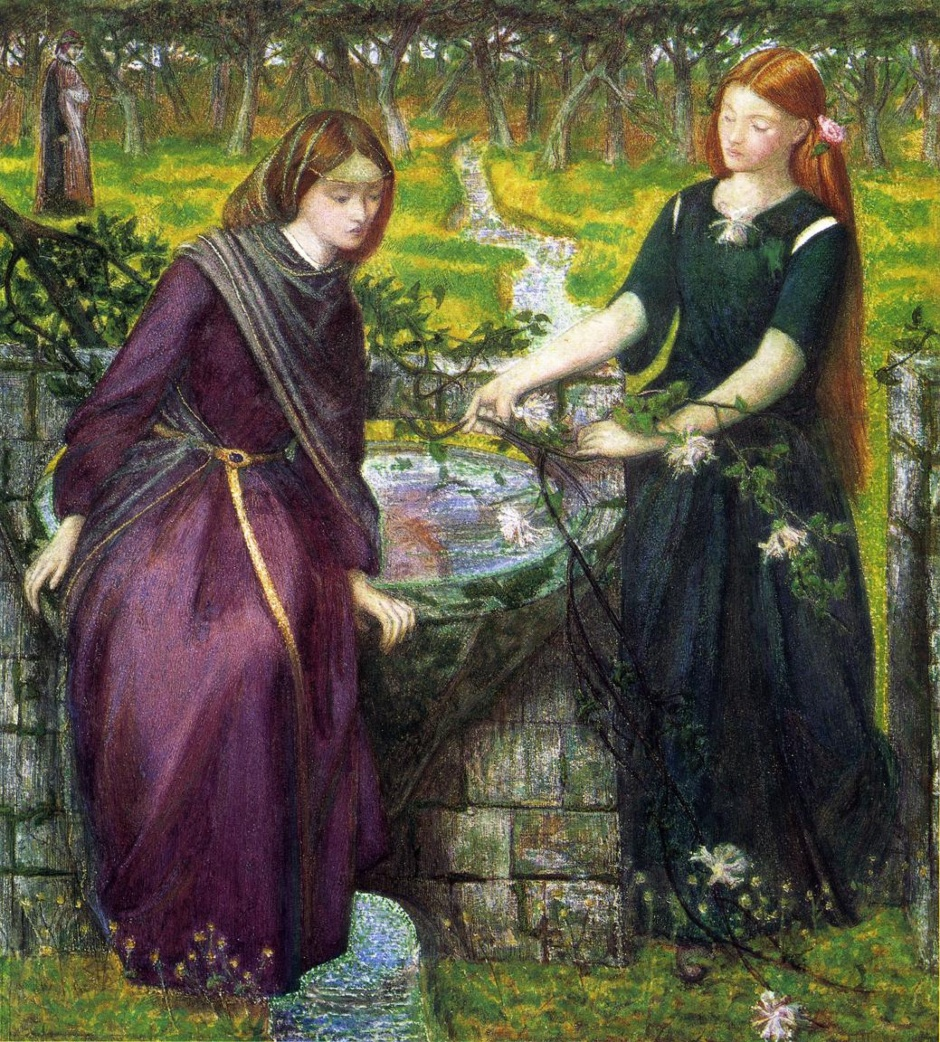
Dante's Vision of Rachel and Leah (Dante Gabriel Rossetti, 1855).

Lía o Lea (לֵאָה, Leah, en hebreo) fue, según el Génesis, la primera esposa de Jacob, madre de seis de los hijos de este (Rubén, Simeón, Leví, Judá, Isacar y Zabulón), a los que se atribuye el origen de seis de las doce tribus de Israel, y de su única hija, Dina. Además, fue la hija mayor de Labán y la hermana mayor de Raquel, quien también se convirtió en esposa de Jacob.

## Nombre
Lea significa "vaca salvaje", un título común con diosas antiguas como Inana, Urash y Nanshe. Raquel significa "cordero de oveja". Noegel dice que hay una ironía que involucra a los rebaños de Labán dentro de este detalle, uno está en los actos generativos, - Dame mi mujer porque mis días están cumplidos, para que pueda entrar en ella (אליה) (29:21). "Aquí reside también un sutil juego de palabras con el nombre de Lea, que vuelve a aparecer en 29:23".

## Narrativa Bíblica

### Visión general
Lea aparece por primera vez en el libro del Génesis, en Génesis 29, donde se la describe como hija de Labán y hermana mayor de Raquel, y se dice que no se puede comparar con la belleza física de Raquel y que tiene ojos tiernos.En pasajes anteriores del libro del Génesis se dan algunos antecedentes sobre su familia paterna, señalando que, a través de él, es sobrina de Rebeca, esposa de Isaac y madre de Jacob y Esaú, y nieta de Betuel, y la literatura rabínica va incluso más allá, ya que el libro de Jasher afirma que Lea y Raquel eran gemelas y registra el nombre de su madre como Adinah y los nombres de sus hermanos como Beor, Alub y Murash. La literatura rabínica se contradice sobre si Lea y Raquel eran hermanastras de Zilpa y Bilha, dos hermanas que servirían como amantes del futuro marido de Lea, Jacob, y cuyos hijos criarían como propios, ya que una fuente las cita como hijas de Labán, pero no de su esposa Adina, y otra las cita como hijas de Rotheus, un hombre cercano a Labán pero no emparentado con él. Si Zilpa y Bilha eran hermanastras de Lea, los hijos adoptivos de Lea, Gad y Aser, y los hijos adoptivos de Raquel, Dan y Neftalí, serían sus sobrinos. Según Génesis 28:2,la familia residía en Paddan Aram, una zona que se cree que se corresponde con la Alta Mesopotamia histórica.Antes de su mención y la de Raquel, el libro del Génesis detalla cómo su primo hermano y futuro marido, Jacob, con la ayuda de su madre, Rebeca, engaña deliberadamente a su moribundo padre, Isaac, para que le ceda la primogenitura de su hermano gemelo Esaú. Temeroso de la ira de su hermano, Jacob huye de su patria hacia Harán, donde se encuentra con su familia materna, incluido Labán y sus hijas. Los pasajes bíblicos desprecian a Lea y favorecen a Raquel, de Raquel se dice que es hermosa y de Lea, sólo que tenía los ojos "cansados", "fatigados" o "tiernos"[b] Jacob está ansioso por casarse con Raquel y acepta proporcionar siete años de trabajo a su padre si puede casarse con ella. Labán acepta en un principio, pero la noche de la boda de Jacob y Raquel, Labán se niega e insiste en que Jacob se case con Lea, ya que es mayor que él. Al final, Jacob puede casarse con Raquel, lo que hace inmediatamente después de que terminen los festejos relacionados con su boda con Lea, a cambio de otros siete años de trabajo.
La vida de Lea como esposa de Jacob fue angustiosa. Tan sola estaba que incluso Yahvé se dio cuenta de ello y la bendijo con muchos hijos como consuelo. Debido a la extrema angustia emocional que sufrieron tanto Lea (como Raquel) durante el matrimonio, Yahvé aclaró más tarde de forma estricta su oposición a descubrir la desnudez de una mujer y su hermana mientras ambas vivieran (Génesis 30:1, Levítico 18:18).
A pesar de la infertilidad de Raquel, Jacob seguía favoreciendo a Raquel sobre ella. También favoreció a los hijos de Raquel, José y Benjamín, frente a los de Lea, y no intentó ocultárselo a ella ni a sus otros hijos. Según 1 Crónicas 5:1, Jacob tomó la primogenitura, que da derecho a un primogénito a una herencia mayor en la ley judía, de Rubén, su hijo mayor, a José, que era su segundo hijo menor, y, en Génesis 33: 2,cuando se enfrenta a Esaú, pone a Lea, junto con Zilpa y Bilha y todos sus hijos, delante de él, Raquel y José, para que sirvan de amortiguador o escudo para protegerse en caso de que el enfrentamiento se vuelva violento.

### Aspecto
La Torá presenta a Lea describiéndola con la frase "Lea tenía ojos tiernos" (hebreo bíblico: ועיני לאה רכות) (Génesis 29:17).Se discute si el adjetivo "tierno" (רכות) debe entenderse como "delicado y suave" o más bien como "cansado" o "débil".
El comentario de Rashi cita una interpretación rabínica de cómo se debilitaron los ojos de Lea. Según esta historia, Lea estaba destinada a casarse con el hermano gemelo mayor de Jacob, Esaú. En la mente rabínica, los dos hermanos son polos opuestos; Jacob es un erudito temeroso de Dios y Esaú es un cazador que también se entrega a la idolatría y al adulterio. Pero la gente decía: "Labán tiene dos hijas y su hermana Rebeca tiene dos hijos. La hija mayor (Lea) se casará con el hijo mayor (Esaú), y la hija menor (Raquel) se casará con el hijo menor (Jacob)"Al oír esto, Lea pasó la mayor parte del tiempo llorando y rezando a Dios para que cambiara a su compañero predestinado. Por eso la Torá describe sus ojos como "blandos" por el llanto. Dios escucha las lágrimas y las oraciones de Lea y le permite casarse con Jacob incluso antes que Raquel.

### Matrimonio con Jacob
Lea se convierte en esposa de Jacob mediante un engaño por parte de su padre, Labán. En el relato bíblico, Jacob es enviado a la ciudad natal de Labán -hermano de su madre Rebeca- para evitar ser asesinado por su hermano Esaú y encontrar esposa. Junto al pozo, encuentra a Raquel, la hija menor de Labán, cuidando las ovejas de su padre, y decide casarse con ella. Labán está dispuesto a darle la mano de Raquel a Jacob siempre que trabaje siete años para ella.
Sin embargo, la noche de bodas, Labán cambia a Lea por Raquel. Más tarde, Labán alega que no es costumbre dar en matrimonio a la hija menor antes que a la mayor (Génesis 29:16-30)Labán ofrece dar en matrimonio a Raquel a Jacob a cambio de otros siete años de trabajo (Génesis 29:27) Jacob acepta la oferta y se casa con Raquel después de la celebración de una semana de su boda con Lea.

### Maternidad
Lea fue la madre de seis hijos de Jacob, incluidos sus cuatro primeros (Rubén, Simeón, Leví y Judá), y más tarde de otros dos (Isacar y Zabulón), y de una hija (Dina). Según las Escrituras, Dios vio que Lea "no era amada" y abrió su vientre como consuelo. A través de sus hijos Leví y Judá, es la matriarca de las tribus sacerdotales (levitas) y reales (judaítas) de Israel.
Al verse incapaz de concebir, Raquel ofreció a su sierva Bilha a Jacob, y dio nombre y crio a los dos hijos (Dan y Neftalí) que Bilha dio a luz. Lea respondió ofreciendo su sierva Zilpá a Jacob, y dio nombre y crio a los dos hijos (Gad y Aser) que dio a luz Zilpá. Según algunos comentarios, Bilha y Zilpa son en realidad hermanastras de Lea y Raquel.
Un día, Rubén, el primogénito de Lea, regresó del campo con mandrágoras para su madre. Hacía tiempo que Lea no concebía, y se creía que la planta, cuyas raíces se asemejan al cuerpo humano, ayudaba a la fertilidad.Frustrada por no poder concebir, Raquel le ofreció a Lea cambiar su noche con su marido a cambio de las mandrágoras. Lea aceptó, y esa noche se acostó con Jacob y concibió a Isacar. Después dio a luz a Zabulón y a una hija, Dina. A continuación, Dios se acordó de Raquel y le dio dos hijos, José y Benjamín.

### Rivalidad con Raquel
A nivel homilético, los textos jasídicos clásicos explican la rivalidad de las hermanas como algo más que celos maritales. Cada una de ellas deseaba crecer espiritualmente en su avodat HaShem (servicio a Dios) y, por lo tanto, buscaba acercarse al tzadik (Jacob), que es el emisario personal de Dios en este mundo. Al casarse con Jacob y dar a luz a sus hijos, que se criarían en el hogar del tzadik y continuarían su misión en la siguiente generación (de hecho, los 12 hijos se convirtieron en tzadikim por derecho propio y formaron los cimientos de la Nación de Israel), desarrollarían una relación aún más estrecha con Dios. Por eso, Lea y Raquel querían tener el mayor número posible de esos hijos, llegando incluso a ofrecer a sus siervas como apoderadas de Jacob para poder participar también en la crianza de los hijos de sus siervas.
Cada mujer se preguntaba continuamente si estaba haciendo lo suficiente en sus esfuerzos personales por aumentar su espiritualidad, y utilizaba el ejemplo de la otra para estimularse. Raquel envidiaba las oraciones de lágrimas de Lea, por las que mereció casarse con el tzadik y tener seis de sus doce hijos. El Talmud (Meguilá 13b) dice que Raquel reveló a Lea las señales secretas que ella y Jacob habían ideado para identificar a la novia con velo, porque ambas sospechaban que Labán usaría ese truco.

### Muerte y entierro
Lea murió algún tiempo antes que Jacob (según Génesis 49:31).Se cree que está enterrada en la Cueva de los Patriarcas de Hebrón junto a Jacob. Esta cueva también alberga las tumbas de Abraham y Sara, y de Isaac y Rebeca.

## Historia
Después de que Esaú le intentara matar, Jacob es aconsejado por su madre a trasladarse a las tierras del tío Labán.En su camino, se encuentra a su prima pequeña Raquel en el pozo y decide casarse con ella. Para ello, hace un trato con su tío Labán, mediante el cual se casará con la joven a cambio de siete años de servicio. Pero, en el último momento, Labán engaña a su sobrino y le casa con su prima mayor: Lea, la primogénita. Esto se debe, entre otras cosas, a la costumbre que había de que la primogénita debía casarse antes que la pequeña.Una vez celebrada la boda, Labán, tío y suegro a la vez de Jacob, ofreció a este la menor, Raquel, a cambio de siete años más, algo que aceptó. 

## Simbolismo cristiano medieval
En el simbolismo cristiano medieval, Raquel se tomaba como símbolo de la vida cristiana contemplativa (monástica), y Lea como símbolo de la vida activa (no monástica). El Purgatorio de Dante Alighieri incluye un sueño de Raquel y Lea, que inspiró ilustraciones de Dante Gabriel Rossetti y otros:
"... en mi sueño, me pareció ver a una mujer
joven y hermosa; a lo largo de una llanura recogía
flores, y mientras cantaba, decía:
Quienquiera que pregunte mi nombre, sepa que soy Leah,
y aplico mis hermosas manos para formar
una guirnalda con las flores que he recogido".